# Confidential Assignment
Confidential Assignment (en hangul, 공조; romanización revisada, Gongjo) es una película surcoreana de acción, de 2017, una tragicomedia policíaca; la película fue dirigida por el director Kim Sung-hoon y protagonizada por Hyun Bin, Yoo Hae-jin, Kim Joo-hyuk, Jang Young-nam y Im Yoon-ah.

## Argumento
Rim Cheol-ryeong (Hyun Bin), es un detective y el líder de una unidad élite de las fuerzas especiales de Corea del Norte. Su joven esposa Hwa-ryeong (Shin Hyun-bin) es también una oficial de las fuerzas especiales.
Una noche, encontrándose en medio de una investigación, Cheol-ryeong recibe el reporte de que se está produciendo un ataque armado contra una instalación secreta del gobierno norcoreano; él acude con toda su unidad a la instalación (desoyendo el consejo de su equipo de esperar refuerzos) para descubrir con sorpresa que los atacantes eran soldados de una unidad de fuerzas especiales del Ejército norcoreano y que estaban dirigidos por un comandante legendario llamado Cha Ki-seong (Kim Joo-hyuk), que había sido el superior de Cheol-ryeong, pero que había sido degradado y encarcelado acusado de corrupción, y en el proceso perdió a su familia.
El objetivo del asalto armado era robar las placas de cobre que se usaban en esa instalación secreta de alta tecnología para falsificar dólares estadounidenses, ya que una de las fuentes de financiación de la dictadura comunista de Corea del Norte es la falsificación de moneda extranjera, específicamente dólares. Cheol-ryeong y su equipo intentan evitar el robo, pero al final terminan siendo masacrados por los soldados del comandante corrupto. Todos los miembros del equipo excepto Cheol-ryeong terminan muertos, y la propia esposa de Cheol-ryeong, Hwa-ryeong, es asesinada por el comandante Ki-seong ante los ojos de Cheol-ryeong. Finalmente Cheol-ryeong es el único sobreviviente, aunque queda gravemente herido de bala.
El régimen norcoreano se encuentra alarmado porque el robo de las placas puede revelar pruebas irrefutables de su implicación en el negocio delictivo de la falsificación de divisas extranjeras y provocar represalias de Estados Unidos y de gran parte de la comunidad internacional; su alarma es mayor al saber que el comandante corrupto y su banda, después de pasar por China, han viajado a Corea del Sur.
Por eso un oficial de alto rango, Won Hyung-sool (Jun Gook-hwan), se propone utilizar a Cheol-ryeong para resolver el problema, aunque éste originalmente fue considerado sospechoso por haber sido subalterno del comandante Ki-seong y además el único sobreviviente del ataque, razones por las que fue encarcelado y torturado después de sobrevivir a su herida. Hyung-sool le ofrece a Cheol-ryeong una oportunidad para vengarse.
Y es que el régimen de Corea del Norte y el gobierno de Corea del Sur se preparan para celebrar una ronda de negociaciones de alto nivel entre ambos, en la capital de Corea del Sur, Seúl; aprovechando el buen ambiente previo a la cumbre, el régimen norcoreano notifica a las autoridades surcoreanas que un oficial culpable de graves crímenes ha desertado y huido en secreto a Corea del Sur, y solicita la colaboración policial surcoreana para detenerlo y extraditarlo. Hyung-sool le propone a Cheol-ryeong incluirlo en la delegación oficial norcoreana como el oficial que trabajará con la policía surcoreana para supuestamente detener a Ki-seong, pero con la verdadera misión de recuperar las placas robadas (cuya existencia no deben conocer los surcoreanos) y, sí es posible, como objetivo secundario, asesinar a Ki-seong, aunque Hyung-sool le recalca a Cheol-ryeong que debe anteponer la recuperación de las placas a su venganza personal por la muerte de su mujer y sus subalternos.
Antes de partir a Corea del Sur, Cheol-ryeong es informado de que su esposa estaba embarazada al momento de ser asesinada, lo que aumenta su dolor y su deseo de venganza.
Por su parte las autoridades surcoreanas aceptan la solicitud de cooperación, pero desconfían y sospechan de las verdaderas intenciones del régimen norcoreano. Los servicios de inteligencia surcoreanos especulan que posiblemente el comandante prófugo en realidad es un oficial que quiere desertar para ofrecer sus servicios al gobierno surcoreano, entregando información secreta valiosa, y que por eso los norcoreanos quieren asesinarlo. Por esa razón aunque finjan cooperar en realidad pretenden despistar a los norcoreanos mientras ellos buscan por su cuenta al fugitivo para hallarlo primero y descubrir la verdad sobre él. De esta manera ambos países tienen dos agendas ocultas y antagónicas en la persecución del desertor y su banda.
Para cumplir formalmente con la cooperación solicitada, la policía surcoreana designa a uno de sus detectives para que sirva como compañero de Cheol-ryeong durante los tres días que durara la misión, y el elegido es Kang Jin-tae (Yoo Hae-jin).
Kang Jin-tae es un particular detective, íntegro y eficaz, pero también algo alocado, muy jovial, parlanchín y espontáneo. Él está casado con Park So-yeon (Jang Young-nam), una ama de casa mal humorada y estricta, y tienen una hija más o menos pequeña, Kang Yeon-ah (Park Min-ha), una niña osada y alegre. También vive con ellos la cuñada del detective, la hermana menor de su mujer, Park Min-young (Im Yoon-ah), una joven bella y alegre, pero también algo irresponsable y aprovechada, que sueña con casarse con un hombre con buena apariencia y buenos ingresos.
Kang Jin-tae acepta la misión de trabajar con el oficial norcoreano porque, además de conseguir que le levanten la suspensión con la que estaba sancionado, podría incluso obtener un ascenso; él recibe instrucciones de su superior y de la inteligencia surcoreana de espiar al oficial y de sabotear su misión para mantenerlo alejado del fugitivo que persigue.
La relación entre ambos es tensa y tirante al principio, además de por las diferencias de agendas y objetivos también por las diferencias de personalidades, ya que Cheol-ryeong es frío, distante e inexpresivo. Kang Ji-tae cree que puede manipular a Cheol-ryeong, pero pronto se da cuenta de su error cuando él se escapa de su vigilancia para perseguir a un desertor norcoreano que está involucrado con la banda del fugitivo Ki-seong y eso desemboca en una trepidante persecución por las calles del centro de Seúl, que acaba en fracaso.
Después de ese comienzo desastroso, Kang Ji-tae se ve obligado a hospedar a Cheol-ryeong en su casa, lo que produce el enfado de su esposa Park So-yeon; por el contrario su cuñada Park Min-young se queda encandilada y se enamora a primera vista del apuesto pero huraño oficial norcoreano, sin saber quién es realmente.
A medida que Kang Ji-tae y Cheol-ryeong investigan juntos su relación gradualmente se va estrechando y convirtiendo en una incipiente amistad. Ambos se sumergen en los bajos fondos de Seúl enfrentándose a delincuentes norcoreanos y surcoreanos asociados a la organización criminal de Ki-seong, protagonizando varios enfrentamientos y persecuciones, mientras el cerco se va estrechando sobre el comandante prófugo.
Mientras tanto, Ki-seong negocia la venta de las placas por muchos millones de dólares a un corrupto multimillonario surcoreano; las placas son codiciadas porque producen falsificaciones de dólares tan perfectas que son casi indetectables, muy difíciles de distinguir de los dólares auténticos.
La persecución se torna más peligrosa a medida que los dos detectives se acercan al comandante Ki-seong y su ejército privado de soldados desertores, y en el clímax de la película el detective Kang Ji-tae deberá luchar para salvar a su familia en peligro, mientras Cheol-ryeong deberá decidir sí anteponer su deber como oficial y su deseo de venganza a la voluntad de ayudar a Kang Ji-tae a salvar a su familia.

## Elenco
- Hyun Bin como Rim Cheol-ryeong, un oficial investigador y líder de una unidad élite de Corea del Norte.
- Yoo Hae-jin como Kang Jin-tae, un detective de la policía de Corea del Sur y padre de familia.
- Kim Joo-hyuk como Cha Ki-seong, un antiguo comandante de fuerzas especiales del Ejército norcoreano caído en desgracia.
- Jang Young-nam como Park So-yeon, la esposa del detective Kang Jin-tae.
- Im Yoon-ah como Park Min-young, hermana de Park So-yeon y cuñada de Kang Jin-tae.
- Park Min-ha como Kang Yeon-ah, hija de Kang Jin-tae y Park So-yeon.
- Shin Hyun-bin como Hwa-ryeong, esposa de Rim Cheol-ryeong y una oficial de fuerzas especiales.
- Park Hyung-soo como un ejecutivo de Servicio Nacional de Inteligencia.[9]

## Producción
La filmación comenzó el 10 de marzo de 2016, y el 15 de julio de 2016 se comenzó a filmar en las locaciones de la ciudad de Seúl.

## Recepción
Confidential Assignment se estrenó en el segundo lugar en la taquilla de Corea del Sur el 18 de enero de 2017. Subió al primer lugar en taquilla en su segunda semana, vendiendo 4 millones de boletos acumulados al 30 de enero y superó la marca de 5 millones dos días después.
La película se convirtió en la película coreana más vista durante la primera mitad de 2017 al atraer a 7,8 millones de espectadores a nivel local. Sin embargo, este récord fue superado en agosto por A Taxi Driver. Finalmente, quedó en segunda posición por taquilla entre las películas surcoreanas estrenadas en el año.